# Phronia longaelamellata
Phronia longaelamellata är en tvåvingeart som beskrevs av Gabriel Strobl 1898. Phronia longaelamellata ingår i släktet Phronia och familjen svampmyggor. Inga underarter finns listade i Catalogue of Life.